# 卡昂区
卡昂区（法語：arrondissement de Caen）是法国卡尔瓦多斯省所辖的一个区。总面积1595.7平方公里，总人口388206，人口密度243人/平方公里（2018年）。主要城镇为卡昂。

## 辖区
卡昂区辖有201个市镇。